# Karl-Ernst-Gymnasium Amorbach
Das Karl-Ernst-Gymnasium Amorbach ist ein Gymnasium in Amorbach, Bayern und besteht seit 1807.

## Geschichte

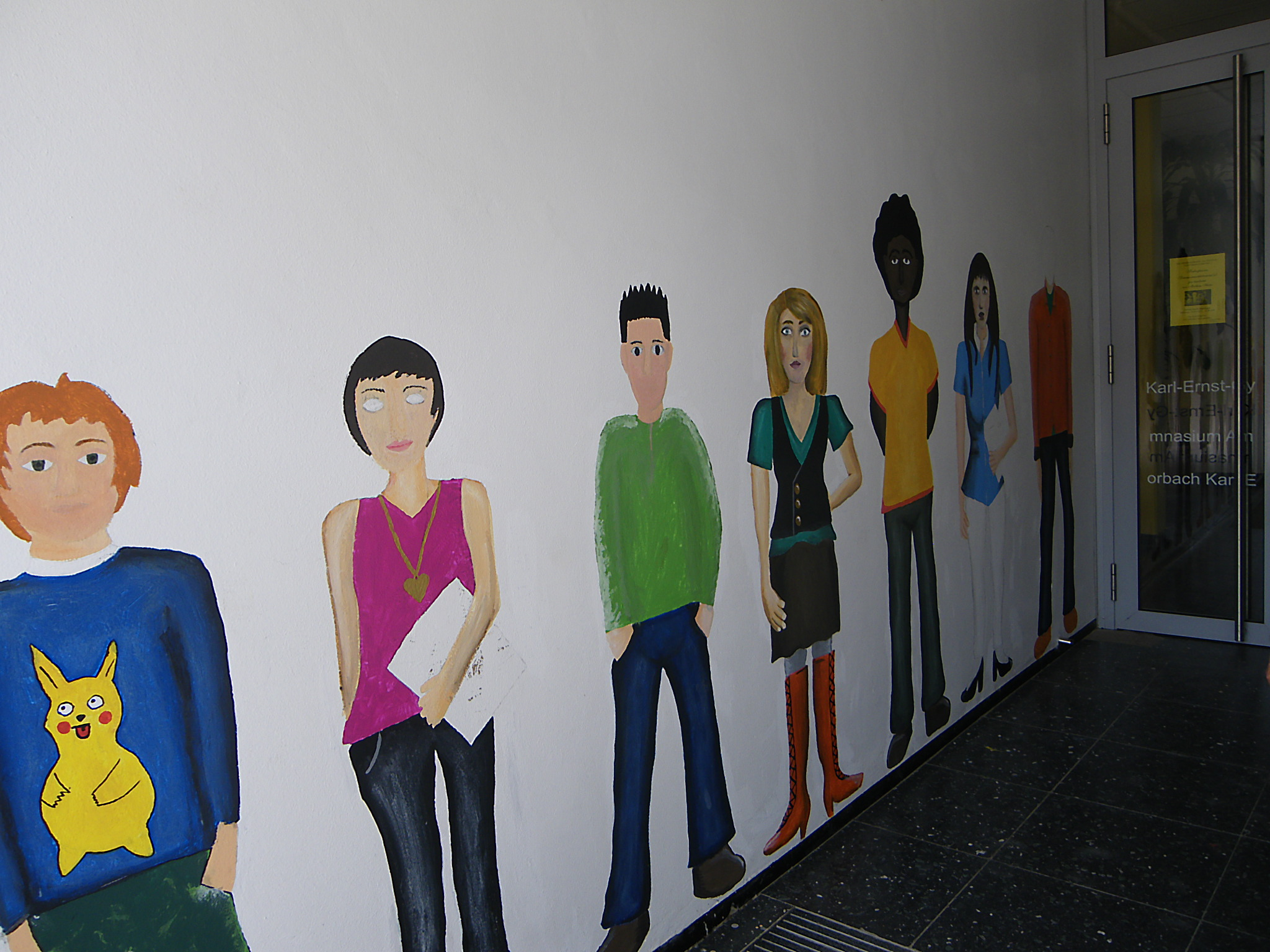
Das Wachsen der Schüler bis zum Abitur

Das Kloster Amorbach wurde 1803 durch den Reichsdeputationshauptschluss aufgelöst. Es wurde säkularisiert und kam in den Besitz der Fürsten zu Leiningen, die für ihre linksrheinischen Gebietsverluste entschädigt wurden.
Per Dekret von Fürst Emich Karl zu Leiningen (1763–1814) wurde dann die Lehranstalt 1807 gegründet. Ende des 19. Jahrhunderts kam die Schule in Geldschwierigkeiten, der damalige Fürst Ernst zu Leiningen konnte allerdings die Stadt Amorbach für die weitere Unterstützung der Schule gewinnen. Im Jahr 1904, dem Todesjahr des Fürsten Ernst, beschloss die Stadt Amorbach die Umbenennung der Anstalt in „Städtische Karl-Ernst-Latein-Schule“, um sowohl den Gründer wie auch den Retter der Schule dauerhaft zu ehren.
1923 konnte nur durch die finanzielle Unterstützung des Fürsten Emich zu Leiningen die Schule weitergeführt werden. 1936 vernichtete ein Brand sämtliche Zeugnisunterlagen und Akten der Schule. Im selben Jahr stellte der Fürst Emich zu Leiningen der Schule ein neues Gebäude zur Verfügung. Seit 1941 nennt sich die Schule fünfklassige Karl-Ernst-Oberschule für Jungen.
Im Dezember 1945 wurde sie als sechsklassige Schule wiedereröffnet. 1947 erhielt sie eine zusätzliche siebte Jahrgangsstufe (11. Klasse). 1948 bestanden beim ersten Abiturjahrgang 10 von 14 Schülern die Reifeprüfung.
Ab Herbst 1948 wurden nur noch die 6 Klassen von 5. bis 10. Schuljahr unterrichtet, weil das Kultusministerium wegen des schwachen Leistungsniveaus weitere Abiturprüfungen untersagte. Der Name der Schule wurde auf Anweisung des Kultusministeriums in Städtisches Realprogymnasium, was Vorbereitungsschule für das Realgymnasium bedeutet, geändert.
1955 erhielt die Städtische Karl-Ernst-Realschule die Zeugnisberechtigung, sie war damit anderen staatlichen Schulen gleichgestellt und die Schüler brauchten sich beim Wechsel zu weiterführenden Schulen keiner Aufnahmeprüfung mehr zu unterziehen. Im Jahre 1960 wurde die Schule in staatliche Trägerschaft übernommen und nannte sich Karl-Ernst-Oberrealschule und wird weiterhin sechsklassig geführt. 1962 erfolgte die nächste Umbenennung in Karl-Ernst-Realgymnasium, trotzdem bleibt die Schule immer noch sechsklassig (5.–10. Schuljahr).
1967 wurde ein neues Schulgebäude bezogen und der Name Karl-Ernst-Gymnasium an die Schule vergeben. 1969 legte der erste Jahrgang im neuen Gebäude das Abitur ab. In den Jahren 1972 und 1973 wurde ein Sprachlabor eingerichtet.
1976 wurde der mathematisch-naturwissenschaftliche Zweig im bisher sprachlich orientierten Gymnasium genehmigt. 1977 und 1978 startete die Kursphase in der Kollegstufe sowie die 5-Tage-Woche mit Abschaffung des Samstagsunterrichts. Im Jahr 1980 wurde ein Trakt für die Kollegstufen und 1998 ein neuer Medienraum mit Sprachlabor sowie Internetanschluss gebaut.
1999 und 2000 wurde der Typ Europäisches Gymnasium neu eingeführt. Gleichzeitig wurde ein Biologiesaal sowie ein zweiter Medienraum neu eingerichtet. Alle Fachräume wurden an das Netzwerk und Internet angeschlossen. Bis 2001 folgte der Anschluss aller Klassenräume an Netzwerk und Internet. 2003 wurde ein Anbau und Erweiterungsbau errichtet.
Seit der Corona-Zeit hat das Karl-Ernst-Gymnasium zudem im Zuge der Digitalisierung ab der 8. Jahrgangsstufe Tabletklassen eingerichtet.
2023 wurde ein neues Schullogo eingeführt. Dessen Design veranlasste vielfältige Diskussionen und stieß auch auf Ablehnung innerhalb der Schulfamilie. Ab dem Schuljahr 2024/25 steht mit dem Sozialwissenschaftlichen Zweig eine dritte Ausbildungsrichtung zur Auswahl.

## Schulgebäude
Das Schulgebäude umfasst vier Stockwerke. Das Untergeschoss ist vom Friedensweg aus zu erreichen, das Erdgeschoss, in dem sich auch der Haupteingang befindet, lässt sich über die Richterstraße erreichen. Oberhalb davon liegt das Obergeschoss, in welchem sich vor allem Fachräume der Naturwissenschaften befinden. Im Dachgeschoss sind der Zeichensaal sowie weitere Klassenzimmer. Zudem existiert im Dachgeschoss eine Dachterrasse, welche für Feierlichkeiten und als Aufenthaltsort in Pausen genutzt wird.
Jedes Stockwerk setzt sich aus vier Gängen zusammen, sodass ein rechteckiger Grundriss entsteht, in dessen Mitte der Innenhof der Schule liegt. Auch dieser wird als Aufenthaltsort in Pausen genutzt. Des Weiteren gibt es einen Anbau bzw. Erweiterungsbau in Richtung Friedensweg, in welchem vor allem die Oberstufe unterrichtet wird.
Außerdem gehört die Gymnasiumsporthalle zur Schule, in der früher das Hallenbad Amorbachs war.

## Profil der Schule
Das Gymnasium bietet ab der achten Jahrgangsstufe folgende Zweigwahl an:
- Sprachliches Gymnasium (SG), mit Spanisch als dritte Fremdsprache
- Naturwissenschaftlich-technologisches Gymnasium (NTG)
- Sozialwissenschaftliches Gymnasium (ab Schuljahr 2024/25)[6]

## Bekannte Schüler
- Peter Paul Albert (1862–1956), Historiker und Archivar
- Peter Hauk (* 1960), Forstmann und Politiker; von 2005 bis 2010 und seit 2016 Minister für Ernährung und Ländlichen Raum von Baden-Württemberg
- Vince Ebert (* 1968), Kabarettist, Autor und Comedian
- Philipp Weber (* 1974), Kabarettist und Autor